# Welteislehre
Die Welteislehre (auch Glazialkosmogonie oder kurz WEL) ist eine im Jahr 1913 veröffentlichte These des österreichischen Ingenieurs Hanns Hörbiger (1860–1931), nach der die meisten Körper des Weltalls aus Eis oder Metall bestehen. Im Sonnensystem sei die Erde der einzige Himmelskörper, für den dies nicht gelte; auch der Mond bestehe hingegen großteils aus Eis. Die Welteislehre widerspricht grundlegenden, auch zur Zeit Hörbigers schon lange bekannten astronomischen und physikalischen Erkenntnissen und wird heute allgemein als nachweislich falsch zurückgewiesen.
Die Welteislehre basiert auf der Annahme, dass das Universum in seiner Entstehung auf „Mutationen“ von Ewigem Eis zurückzuführen sei. Nach Hörbiger befindet sich das Universum in einem ständigen Dualismus von Sonnen- und Eisplaneten, durch den es zu einem ewigen Zyklus von Katastrophen und Neuschöpfungen komme. Wiewohl eine Pseudowissenschaft, gewann die Lehre in der ersten Hälfte des 20. Jahrhunderts zahlreiche Anhänger.

## Die These
Nach Hörbiger existierte vor Millionen von Jahren im Sternbild Taube ein gigantischer Stern mit der millionenfachen Masse unserer Sonne. In diese Sonne sei ein riesiger Planet eingedrungen, der größtenteils aus Wassereis sowie einem Metallkern bestanden habe. Beim Eindringen habe sich der Planet mit einer Kruste aus Schlacke überzogen, so dass er nicht sofort verdampft sei. Der Planet habe längere Zeit innerhalb der Sonne verweilt, wobei sich sein Inneres aufgeheizt habe und überhitzter Wasserdampf erzeugt worden sei. Infolge einer äußeren Störung sei schließlich der Planet aufgrund des inneren Überdrucks in einer gewaltigen Explosion zerborsten. Seine Bestandteile seien trichterförmig aus der Sonne in den Weltraum gestoßen worden. Die leichtesten Bruchstücke seien am weitesten in den Raum geschleudert worden und hätten eine „Glutmilchstraße“ gebildet. Aus den übrigen Bestandteilen und gefrierendem Wasserdampf sei schließlich unser Sonnensystem sowie eine „Eismilchstraße“ in dreifacher Entfernung des Planeten Neptun entstanden.
Im Sonnensystem vorhandene Eisteilchen und Wolken von Wasserstoffgas, die Hörbiger als Äther bezeichnet, würden den Lauf der Planeten und Monde hemmen, so dass deren Bewegung gebremst werde. Dadurch würden kleinere Planeten von den größeren eingefangen und selbst zu Monden, die schließlich auf die Planeten stürzen. Die Planeten wiederum würden sich der Sonne nähern und verdampfen. So soll die ursprüngliche Zahl der Planeten in unserem Sonnensystem mehr als 30 betragen haben. Der Saturnring soll das Überbleibsel eines „Intra-Uranus“ darstellen.
Die äußeren Planeten (Mars, Jupiter, Saturn, Uranus und Neptun), die Hörbiger „Neptodes“ nennt, sollen reine, von Eis umschlossene Wasserkugeln sein. Die inneren Planeten (Merkur und Venus), „Heliodes“ genannt, sollen dagegen hauptsächlich aus Metall bestehen und von einer feinen Eisschicht umgeben sein. Dieses „Feineis“ entstehe, wenn interplanetare Eisbrocken (die bei der „Urexplosion“ gebildet wurden) in die Sonne stürzten. Der Einschlag führe zur Bildung von Sonnenflecken, wobei der entstehende Dampf ausgestoßen werde und im Weltall gefröre. Auf der Erde soll dieses Feineis in Form der Cirruswolken sichtbar sein. Der irdische Hagel trete dann auf, wenn ein Eisbrocken als Meteor in die Erdatmosphäre eindringe.
Die Erde nehme aufgrund ihrer Entfernung zur Sonne eine Mittelstellung ein. Sie sei weder von Feineis bedeckt wie die Heliodes noch von kilometerdickem Eis wie der Mond oder der Mars.
Der Mond, der früher ein eigenständiger Planet gewesen sei, sei von Eis bedeckt, da ihm eine schützende Atmosphäre fehlt. Der Mond nähere sich der Erde immer weiter, bis er unter seinem Eigengewicht zerbreche. Die Bruchstücke würden auf die Erde stürzen und eine globale Klimakatastrophe auslösen. Derartige Katastrophen hätten sich in der Vergangenheit mehrmals ereignet und ältere Kulturen der Menschheit geprägt. Bei der Auflösung des Vorgängermondes (dabei soll es sich um den sechsten Mond der Erde gehandelt haben) sollen dessen Eis- und Wassermassen die biblische Sintflut ausgelöst haben. Beim Einfang unseres jetzigen Mondes vor erst 12.000 Jahren sollen sich ebenfalls Sintfluten ereignet haben, wobei das Großreich von Atlantis untergegangen sein soll. Die nordische Mythologie mit ihrer Vorstellung einer „Götterdämmerung“ sowie die Apokalypse des Johannes sollen ihren Ursprung in derartigen Katastrophenszenarien haben.

## Die Entstehung und Verbreitung der Welteislehre
Hörbiger berichtet, dass ihm der Gedanke einer Eiswelt intuitiv, und zwar „blitzartig“, bei der stundenlangen Betrachtung des Mondes mit einem Teleskop gekommen sei. Er habe schlagartig erkannt, dass sich die Merkmale seiner Oberfläche sowie seine strahlende Helligkeit nur dadurch erklären ließen, dass sie vollständig aus Eis bestehe. Dies war seine erste „Eingebung“, von der er sich bereits „unsterblichen“ Ruhm erwartete. Einige Nächte später hatte er seine zweite Eingebung. In einem Traum sah er sich im Weltall und betrachtete ein hin und her schwingendes silbernes Pendel, das immer größer wurde, bis es schließlich zerbrach. Er habe so die Erkenntnis gewonnen, dass Newton sich geirrt habe und die Gravitation der Sonne in dreifacher Neptunentfernung nicht mehr wirksam sei.
Aus diesen Eingebungen entwickelte er seine Eiswelttheorie. Die gesamte Schöpfung ist demnach gekennzeichnet von einem immerwährenden Kampf zwischen den gegensätzlichen Elementen Feuer und Eis, einem Kampf zwischen Neptunismus und Plutonismus. Das Sonnensystem sei aus der kosmischen Vereinigung einer glühenden „Sonnenmutter“ mit einem „Eisriesen“ entstanden.
Sein im Jahre 1912 erschienenes 800-seitiges Hauptwerk Glazial-Kosmogonie war chaotisch gegliedert und unverständlich geschrieben. In Zusammenarbeit mit dem Lehrer und Amateurastronomen Philipp Fauth (wobei die beiden sich überwiegend brieflich austauschten) entstand eine Überarbeitung mit dem Titel „Hörbigers Glazial-Kosmogonie“, die 1913 veröffentlicht wurde. Fauth fasste darin den ursprünglichen Text neu zusammen. Auf fast 800 eng beschriebenen Seiten wird die Lehre ausgebreitet, wobei das Werk aufgrund seiner weitschweifigen Ausführungen und ungenügenden Gliederung nur schwer lesbar ist. Hörbiger beanspruchte von Anfang an, seine Lehre sei unfehlbar wahr: „Was mit ihr zusammenstimmt, ist richtig, was sich mit ihr nicht vereinigen lässt, ist falsch.“
Bei ihrer Veröffentlichung, kurz vor dem Ersten Weltkrieg, fand die Welteislehre zunächst nur wenig Beachtung. Erst nach dem Krieg, durch weitere Veröffentlichung auch anderer Autoren, wie Max Valier, Zeitungsberichte und nicht zuletzt durch Science-Fiction-Romane fand sich eine größere Anhängerschaft, und es bildete sich eine regelrechte Massenbewegung. Es wurden Bücher, Pamphlete, Zeitschriften, Poster herausgegeben, eine „Gesellschaft für Welteislehre“, ein „Verein für kosmotechnische Forschung e. V.“ und das „Hörbiger-Institut“ in Wien gegründet. Auch Intellektuelle wie Gottfried Benn und Max Bense erlagen zeitweilig der Faszination der sendungsbewusst vorgetragenen Lehre. Anhänger stürmten sogar astronomische Vorlesungen, forderten die Absetzung der klassischen Astronomie und skandierten „Wir wollen Hörbiger!“. Einige Industrielle und Geschäftsleute verlangten von Arbeitssuchenden, vor der Einstellung eine Erklärung mit dem Inhalt „Ich schwöre, dass ich die Welteislehre anerkenne“ zu unterschreiben.
Von der wissenschaftlichen Fachwelt, insbesondere von Astronomen, wurde die Welteislehre rasch abgelehnt, da sie keiner wissenschaftlichen Betrachtung standhält. Bereits 1925 gab Robert Henseling einen Band heraus, in dem fünf Autoren die Lehre systematisch und allgemeinverständlich widerlegten. Aufgrund der offensichtlichen Schwächen der Lehre wurden immer wieder Versuche unternommen, diese zu reformieren. Hörbiger, der als außerordentlich halsstarrig galt, wandte sich allerdings strikt gegen eine solche Verwässerung seiner „reinen Lehre“. Er selbst sah sich als das einzige deutsche Genie, das gegen ignorante Universitätsprofessoren anzukämpfen habe. Fotografien, die zeigen, dass die Milchstraße aus Milliarden von Sternen besteht, tat er als Fälschungen reaktionärer Astronomen ab. Dem Einwand, dass sein Weltbild den himmelsmechanischen Berechnungen widersprach, entgegnete er, „dass Berechnungen nur vom rechten Weg führen“. Auch Temperaturmessungen des Mondes, die zeigten, dass dessen Oberflächentemperaturen tagsüber weit über 100 °C erreichen, fochten ihn nicht an. Einem Kritiker schrieb er: „Entweder Sie lernen, an mich zu glauben, oder ich muss Sie als Feind behandeln.“

## Die Welteislehre im Dritten Reich
Im Dritten Reich erfuhr die Theorie eine erhebliche politische Aufwertung. Führende esoterisch ausgerichtete Nationalsozialisten, vor allem Heinrich Himmler, waren Anhänger der Welteislehre. Auch Adolf Hitler war von ihr beeindruckt. Ab 1937 erlangte die Welteislehre daher im Zweig Wetterkunde der SS-Forschungsgemeinschaft Deutsches Ahnenerbe Einfluss. Dabei sollte insbesondere eine vermeintliche Wirkung des ewigen Welteises auf das Germanentum nachgewiesen werden. Bei Kriegsausbruch spielte die Welteislehre allerdings in der meteorologischen Forschung des Ahnenerbes keine Rolle mehr, da sie keinen Nutzen abwarf und deren Vertreter Hans Robert Scultetus als Meteorologe für die Luftwaffe arbeitete.

## Die Welteislehre aus wissenschaftlicher Sicht
Nach dem Zweiten Weltkrieg verschwand die Welteislehre weitgehend aus dem öffentlichen Bewusstsein. Allerdings findet sich heute eine Reihe von esoterischen Internetseiten, auf denen die Welteislehre verteidigt wird. Ihre Anhänger behaupten, neue Erkenntnisse der Weltraumforschung wie die Entdeckung der eisigen Monde von Jupiter und Saturn würden Hörbigers Theorie bestätigen.
Auch bei rechtsextremen bzw. rechtsesoterischen Autoren finden sich mitunter Bezüge zur Welteislehre.
Wasser ist zwar eine im Sonnensystem relativ häufige Verbindung. Im äußeren Sonnensystem liegt Wasser aufgrund der tiefen Temperaturen nur im festen Aggregatszustand, d. h. in Form von Eis vor. Die Monde der äußeren Planeten sind tatsächlich mit einer mehr oder weniger dicken Schicht aus Wassereis umgeben.
Für Hörbigers These der Planetenentstehung durch Eindringen eines Eisplaneten in eine massereiche Ursonne gibt es dagegen keinerlei Hinweise.
Zunächst einmal ist seine Grundannahme oder „Eingebung“, die Mondoberfläche bestehe vollständig aus Wassereis, nach aktuellem Stand der Wissenschaft als völlig falsch anzusehen. Die Oberfläche des Mondes besteht nach spektroskopischen Untersuchungen und den Ergebnissen der Apollo-Missionen aus silikatischem Gestein.
„Ursonnen“ mit der von Hörbiger angegebenen Masse (ursprünglich ging er von einer millionenfachen Sonnenmasse aus, später nur noch von einer „vielhundertfachen“) sind physikalisch nicht möglich. Derartig massereiche Sterne wären aufgrund des immensen Strahlungsdrucks instabil und würden die äußeren Bereiche wegblasen. Das gängige Bild der Kosmologie geht bei der Entstehung des Sonnensystems davon aus, dass sich eine Wolke aus Gas und Staub infolge Gravitationswirkung zusammenzog. Im Zentrum bildete sich die Sonne, in einer umgebenden Akkretionsscheibe die Planeten.
Cirruswolken und Hagel sind meteorologische Phänomene in der Erdatmosphäre und nicht das Ergebnis von „Feineisausblasungen“ der Sonne und Einschlägen kosmischer Eisbrocken. Ein „Eismeteorit“ würde beim Eintritt in die Erdatmosphäre aufgrund der Luftreibung entweder verdampfen oder – wenn er massereich genug wäre – als Eisbombe auf der Erdoberfläche einschlagen. Keinesfalls würde er in Form homogener Eispartikel niedergehen.
Sonnenflecken sind die sichtbaren Auswirkung starker Magnetfeldlinien der Sonne. Dies kann anhand spektroskopischer Untersuchungen nachgewiesen werden (Zeeman-Effekt). Ein Eisbrocken, der ein Gebiet von der Größe eines Sonnenfleckes (oft mehrere Erddurchmesser) von 6.000 °C (mittlere Temperatur der Photosphäre) auf etwa 4.000 °C (mittlere Temperatur der Sonnenflecken) durch Schmelzen und Verdampfen abkühlt, müsste gigantische Ausmaße haben und bereits im Teleskop sichtbar sein. Insbesondere, wenn er sich der Sonne infolge Ätherhemmung, wie von Hörbiger postuliert, auf einer spiralförmigen Bahn nähert.
Die Vorstellung eines hemmenden Äthers hat sich als falsch erwiesen. Die im Sonnensystem vorhandenen Elementarteilchen oder Partikel haben keinen nennenswerten Einfluss auf die Bahn der Planeten und Monde. Messungen belegen zudem, dass sich unser Mond nicht der Erde nähert, sondern sich stetig von ihr entfernt. Durch Gezeitenkräfte wird die Erdrotation verlangsamt. Da die Gesamtenergie und vor allem der Drehimpuls des Systems erhalten bleiben, vergrößert sich der Abstand Erde-Mond.
Die Milchstraße ist kein Eisring in dreifacher Neptunentfernung, sondern besteht aus Milliarden von Fixsternen in wesentlich größerer Entfernung. Zu Hörbigers Lebzeiten konnten Teile der Milchstraße nicht mittels Teleskop in Einzelsterne aufgelöst werden.
Allerdings gilt, so Friedrich L. Boschke in Bezug auf die Welteislehre: „Ist das Gebäude der fantastischen Vermutungen nur weitläufig genug, so muss ja irgendwo etwas sein, das sich später als zutreffend erweist“, und dementsprechend lag Hörbiger in Hinsicht auf die Zusammensetzung der Kometen nicht ganz falsch; ebenso nimmt die Wissenschaft heutzutage an, dass die Saturnringe aus einem Eis-Mineralien-Gemisch bestehen.
Louis A. Frank von der Universität Iowa glaubte 1986 durch die Analyse von Satellitenfotos nachgewiesen zu haben, dass täglich aus Eis und Schnee bestehende Kleinkometen (small comets) in die irdische Atmosphäre eindringen.

## Historische Schriften
- Hanns Hörbiger und Phillip Fauth, Glazialkosmogonie, 1913, Digitalisat im Internet-Archiv.
- Phillip Fauth, Hörbigers Glazialkosmogonie, 1913, Hermann Kaysers Verlag, Kaiserslautern, 772 Seiten, 212 Abbildungen; Neuauflage Leipzig 1925.
- Hanns Fischer, Die Wunder des Welteises, 1922, Hermann Paetel Verlag, Berlin-Wilmersdorf.
- Hanns Fischer, Der Mars – ein uferloser Eis-Ozean, 1924, R. Voigtländers Verlag, Leipzig.
- Hanns Fischer, Rätsel der Tiefe, R. Voigtländers Verlag, Leipzig.
- Hanns Fischer, Weltwenden, R. Voigtländers Verlag, Leipzig.
- Robert Henseling Umstrittenes Weltbild, 1939, Franckh’sche Verlagsbuchhandlung Kosmos, Stuttgart.
- Hinzpeter, Georg, Urwissen von Kosmos und Erde. Die Grundlagen der Mythologie im Licht der Weelteislehre; Leipzig 1928.
- Edmund Kiß, Das Sonnentor von Tiahuanaku und Hörbigers Welteislehre, Koehler & Amelang, Leipzig 1937.
- Max Valier, Der Sterne Bahn und Wesen, R. Voigtländers Verlag, Leipzig.
- Heinrich Voigt, Die Welteislehre und ich, R. Voigtländers Verlag, Leipzig.